# Toro Rosso STR12
Toro Rosso STR12 — гоночный автомобиль, разработанный итальянской автогоночной командой Scuderia Toro Rosso, для участия в чемпионате Формулы-1 сезона 2017 года. Болид был представлен 26 февраля 2017 года в Барселоне, Испания. Предшественником нового автомобиля от Toro Rosso является STR11, который представлял команду в сезоне 2016. Ведущими гонщиками команды остаются испанец Карлос Сайнc и россиянин Даниил Квят.
Сразу после презентации Toro Rosso STR 12 эксперты и журналисты начали сравнивать болид с Mercedes AMG F1 W08 EQ Power+. Обе машины очень похожи внешне, и на обеих конструкторами применены сходные решения, например, такие как высокое расположение верхнего треугольника передней подвески или узкий носовой обтекатель с короткими пилонами.
К сезону 2017 года новая машина Toro Rosso получила новую ливрею. Если в прошлых сезонах на болиды команды наносилась более тёмная окраска, то монокок STR12 использует цвет синяя лазурь.

## Результаты выступлений в Формуле-1
| Легенда к таблице |                                                                    |
| --- | ------------------------------------------------------------------ |
| В таблице перечислены результаты всех Гран-при Формулы-1, в которых использовался автомобиль. Строками таблицы являются сезоны, столбцами — этапы чемпионата мира. В каждой клетке указаны сокращённое название этапа и результат, дополнительно обозначенный цветом. Расшифровка обозначений и цветов представлена в нижеследующей таблице. |                                                                    |
| \| Пример \| Описание \| \| ------------ \| ------------------------------------------------------------------ \| \| 1 \| Победитель \| \| 2 \| Второе место \| \| 3 \| Третье место \| \| 5 \| Финишировал, заработав очки \| \| Сход \| Не финишировал, но при этом заработал очки \| \| 12 \| Финишировал, не получив очков \| \| НКЛ \| Финишировал, но не попал в финальную классификацию \| \| 15 \| Участвовал вне зачёта, либо по отдельной классификации \| \| 18 \| Не финишировал, но попал в финальную классификацию \| \| Сход \| Не финишировал \| \| НКВ \| Не прошёл квалификацию \| \| НПКВ \| Не прошёл предквалификацию \| \| ДСК \| Дисквалифицирован \| \| ИСК \| Исключён из протокола соревнований \| \| ТТ \| Заявлен для участия только в тренировках \| \| НС \| Участвовал в квалификации, но не стартовал в гонке \| \| Т \| Травмирован или болен \| \| ОТК \| Отказ от участия \| \| НТР \| Прибыл на соревнования, но на трассу не выезжал \| \| НПР \| Был заявлен в числе участников, но не прибыл к началу соревнований \| \| О \| Соревнования отменены \| \| \| Не участвовал \| \| Поул-позиция \| \| \| Быстрый круг \| \| |                                                                    |
| Пример | Описание                                                           |
| 1 | Победитель                                                         |
| 2 | Второе место                                                       |
| 3 | Третье место                                                       |
| 5 | Финишировал, заработав очки                                        |
| Сход | Не финишировал, но при этом заработал очки                         |
| 12 | Финишировал, не получив очков                                      |
| НКЛ | Финишировал, но не попал в финальную классификацию                 |
| 15 | Участвовал вне зачёта, либо по отдельной классификации             |
| 18 | Не финишировал, но попал в финальную классификацию                 |
| Сход | Не финишировал                                                     |
| НКВ | Не прошёл квалификацию                                             |
| НПКВ | Не прошёл предквалификацию                                         |
| ДСК | Дисквалифицирован                                                  |
| ИСК | Исключён из протокола соревнований                                 |
| ТТ | Заявлен для участия только в тренировках                           |
| НС | Участвовал в квалификации, но не стартовал в гонке                 |
| Т | Травмирован или болен                                              |
| ОТК | Отказ от участия                                                   |
| НТР | Прибыл на соревнования, но на трассу не выезжал                    |
| НПР | Был заявлен в числе участников, но не прибыл к началу соревнований |
| О | Соревнования отменены                                              |
| | Не участвовал                                                      |
| Поул-позиция |                                                                    |
| Быстрый круг |                                                                    |

| Год  | Команда             | Двигатель      | Ш | Пилоты         | 1   | 2    | 3    | 4   | 5   | 6   | 7    | 8    | 9    | 10   | 11  | 12  | 13  | 14   | 15   | 16   | 17  | 18   | 19   | 20  | Место | Очки |
| ---- | ------------------- | -------------- | - | -------------- | --- | ---- | ---- | --- | --- | --- | ---- | ---- | ---- | ---- | --- | --- | --- | ---- | ---- | ---- | --- | ---- | ---- | --- | ----- | ---- |
| 2017 | Scuderia Toro Rosso | Renault 1,6 V6 | P |                | АВС | КИТ  | БАХ  | РОС | ИСП | МОН | КАН  | АЗЕ  | АВТ  | ВЕЛ  | ВЕН | БЕЛ | ИТА | СИН  | МАЛ  | ЯПО  | США | МЕК  | БРА  | АБУ | 7     | 53   |
| 2017 | Scuderia Toro Rosso | Renault 1,6 V6 | P | Пьер Гасли     |     |      |      |     |     |     |      |      |      |      |     |     |     |      | 14   | 13   |     | 13   | 12   | 16  | 7     | 53   |
| 2017 | Scuderia Toro Rosso | Renault 1,6 V6 | P | Брендон Хартли |     |      |      |     |     |     |      |      |      |      |     |     |     |      |      |      | 13  | Сход | Сход | 15  | 7     | 53   |
| 2017 | Scuderia Toro Rosso | Renault 1,6 V6 | P | Даниил Квят    | 9   | Сход | 12   | 12  | 9   | 14† | Сход | Сход | 16   | 15   | 11  | 12  | 12  | Сход |      |      | 10  |      |      |     | 7     | 53   |
| 2017 | Scuderia Toro Rosso | Renault 1,6 V6 | P | Карлос Сайнс   | 8   | 7    | Сход | 10  | 7   | 6   | Сход | 8    | Сход | Сход | 7   | 10  | 14  | 4    | Сход | Сход |     |      |      |     | 7     | 53   |

- † — Пилот не смог закончить гонку, но был классифицирован, поскольку преодолел более 90 % дистанции гонки.